# Броднице
Броднице (словен. Brodnice) су насељено место у општини Лашко, Савињска регија, Словенија.

## Историја
До територијалне реорганизације у Словенији биле су у саставу старе општине Лашко.

## Становништво
У попису становништва из 2011. године, Броднице су имале 60 становника.
| Број становника према пописима | Број становника према пописима | Број становника према пописима |
| ------------------------------ | ------------------------------ | ------------------------------ |
| 1991                           | 2002                           | 2011                           |
| 71                             | 70                             | 60                             |

Напомена: Године 1953. повећано за насеље Дол при Јурклоштру, које је укинуто.